# EAGLYS
EAGLYS株式会社（イーグリス、英: EAGLYS Inc.）は、東京都渋谷区に本社を置くIT企業。
「あらゆるデータを安全に活用し、価値に変える」をミッションに掲げ、秘密計算を中心としたデータセキュリティ技術を生かしたデータ利活用支援のほか、AI解析支援などのサービスを提供している。

## 事業内容
- データセキュリティ / データ利活用
- AI解析

## 主要サービス
- DataArmor Gate DB[4]
- DataArmor Gate AI[5]
- DataArmor Room[6]

## 経営者
今林広樹が代表取締役社長を務める。幼少期から脳の働きに興味を持ち、2011年に早稲田大学に入学。脳神経科学の研究を行う傍ら、独学で人工知能理論・技術やコンピュータサイエンスを修める。
2015年、同大学院の基幹理工学研究科情報理工専攻に転科。その後、シリコンバレーにてAI×HR事業を行うスタートアップを共同創業しCTOとして参画。そこでの実務を通じて、データセキュリティが次の時代の大きな社会的課題になると確信する。
2016年に帰国後、科学技術支援機構の戦略的創造研究促進事業で研究助手を務めながら秘密計算に関する研究を進め、1年で約10本の論文執筆や国際発表等を行う。同年、EAGLYS株式会社を創業し、代表取締役社長に就任する。

## 沿革
- 2016年12月28日 - EAGLYS株式会社が設立。
- 2019年
  - 2月14日 - 「TechSirius」最優秀賞[8][9]。
  - 2月25日 - 「未来2019」ロボット・AI・IoT部門最優秀賞[10][11]。
  - 3月7日 - 株式会社博報堂DYホールディングスとの業務資本提携を開始[12][13]。
  - 5月21日 - 「ICT SPRING EUROPE 2019」で行われたピッチコンテスト「PITCH YOUR STARTUP」サイバーセキュリティセクションで優勝[14]。
  - 7月19日 - 「Forbes JAPAN Rising Star Award」を受賞[15]。
- 2020年
  - 1月27日 - データベース向けプロキシソフトウェア「DataArmor Gate DB Edition」の検証・PoC用途のディベロッパーライセンスの提供開始。
  - 12月1日 - 「世界発信コンペティション」にて東京都ベンチャー技術奨励賞]を受賞[16][17]。
  - 12月3日 - 「GET IN THE RING OSAKA2020 -AI edition-」のミドル級で優勝[18][19]。
- 2021年
  - 1月 - シリーズAで約8億円を調達[20]。
  - 4月21日 - 「GET IN THE RING」世界大会で行われたGLOBAL MEETUP 2021のFinance & Regulation部門で優勝[21][22]。